# 1986-os úszó-világbajnokság
Az 1986-os úszó-világbajnokságot augusztus 13. és augusztus 23. között rendezték meg Spanyolország fővárosában, Madridban.
Ezen a világbajnokság új versenyszámokkal bővült a program. Úszásban a nőknél az eddig kihagyott 4 × 200 m-es gyorsúszást is felvették a versenyszámok közé. Először rendeztek a világbajnokságokon 50 m-es gyorsúszásban versenyeket. A férfi vízilabda mellé a nőknek is rendeztek vízilabdatornát, 9 csapattal. Így összesen 41 arany-, ezüst-, és bronzérem talált gazdára.
A világbajnokságon 34 ország 1119 sportolója vett részt. Először fordult elő, hogy az éremtáblázat élén nem az Egyesült Államok végzett, Madridban az eddigi VB-ken is kiemelkedően teljesítő NDK sportolói nyerték a legtöbb aranyérmet.

## A helyszín kiválasztása
A világbajnokság rendezésére Zürich, Montréal, Indianapolis és Spanyolország (madridi vagy barcelonai helyszínnel) pályázott. A FINA 1982 júliusában a guayaquili világbajnokságon hozta meg a döntését, amivel Spanyolországot bízta meg a lebonyolítással. A Spanyol Úszó Szövetség 1983 márciusában Madridot választotta ki rendezővárosnak.

## Magyar versenyzők eredményei
Magyarország a világbajnokságon 37 sportolóval képviseltette magát, akik összesen 3 aranyérmet szereztek.

### Érmesek
| Érem      | Versenyző    | Versenyszám | Versenyszám          | Dátum |
| --------- | ------------ | ----------- | -------------------- | ----- |
| Aranyérem | Darnyi Tamás | úszás       | 200 m-es vegyesúszás |       |
| Aranyérem | Darnyi Tamás | úszás       | 400 m-es vegyesúszás |       |
| Aranyérem | Szabó József | úszás       | 200 m-es mellúszás   |       |

## Éremtáblázat
Jelmagyarázat:
| Spanyolország (rendező ország) | Magyarország |

| Helyezés | Nemzet                    | Arany | Ezüst | Bronz | Összesen |
| 1        | NDK                       | 14    | 12    | 4     | 30       |
| 2        | Amerikai Egyesült Államok | 9     | 10    | 13    | 32       |
| 3        | Kanada                    | 4     | 2     | 2     | 8        |
| 4        | NSZK                      | 4     | 2     | 1     | 7        |
| 5        | Magyarország              | 3     | 0     | 0     | 3        |
| 6        | Kína                      | 2     | 4     | 1     | 7        |
| 7        | Szovjetunió               | 2     | 3     | 7     | 12       |
| 8        | Románia                   | 1     | 0     | 1     | 2        |
| 9        | Ausztrália                | 1     | 0     | 0     | 1        |
| 10       | Jugoszlávia               | 1     | 0     | 0     | 1        |
| 11       | Olaszország               | 0     | 3     | 0     | 3        |
| 12       | Hollandia                 | 0     | 1     | 4     | 5        |
| 13       | Bulgária                  | 0     | 1     | 1     | 2        |
| 13       | Franciaország             | 0     | 1     | 1     | 2        |
| 13       | Chile                     | 0     | 1     | 1     | 2        |
| 16       | Új-Zéland                 | 0     | 1     | 0     | 1        |
| 17       | Egyesült Királyság        | 0     | 0     | 2     | 2        |
| 18       | Japán                     | 0     | 0     | 2     | 2        |
| 19       | Dánia                     | 0     | 0     | 1     | 1        |
| Összesen | Összesen                  | 41    | 41    | 41    | 123      |

## Eredmények

### Úszás
- WR – világrekord (World Record)
- CR – világbajnoki rekord (világbajnokságokon elért eddigi legjobb eredmény) (Championship Record)

#### Férfi
| Versenyszám               | Arany                                                                        | Arany      | Ezüst                                                                                            | Ezüst    | Bronz                                                                                        | Bronz    |
| ------------------------- | ---------------------------------------------------------------------------- | ---------- | ------------------------------------------------------------------------------------------------ | -------- | -------------------------------------------------------------------------------------------- | -------- |
| 50 m-es gyorsúszás        | Tom Jager · Egyesült Államok                                                 | 22,49      | Dano Halsall · Svájc                                                                             | 22,80    | Matt Biondi · Egyesült Államok                                                               | 22,85    |
| 100 m-es gyorsúszás       | Matt Biondi · Egyesült Államok                                               | 48,94 CR   | Stéphan Caron · Franciaország                                                                    | 49,73    | Tom Jager · Egyesült Államok                                                                 | 49,79    |
| 200 m-es gyorsúszás       | Michael Groß · NSZK                                                          | 1:47,92 CR | Sven Lodziewski · NDK                                                                            | 1:49,12  | Matt Biondi · Egyesült Államok                                                               | 1:49,43  |
| 400 m-es gyorsúszás       | Rainer Henkel · NSZK                                                         | 3:50,05 CR | Uwe Daßler · NDK                                                                                 | 3:51,26  | Daniel Jorgensen · Egyesült Államok                                                          | 3:51,33  |
| 1500 m-es gyorsúszás      | Rainer Henkel · NSZK                                                         | 15:05,31   | Stefano Battistelli · Olaszország                                                                | 15:14,80 | Daniel Jorgensen · Egyesült Államok                                                          | 15:16,23 |
|                           |                                                                              |            |                                                                                                  |          |                                                                                              |          |
| 100 m-es hátúszás         | Igor Poljanszkij · Szovjetunió                                               | 55,58 CR   | Dirk Richter · NDK                                                                               | 56,49    | Szergej Zabolotnov · Szovjetunió                                                             | 56,57    |
| 200 m-es hátúszás         | Igor Poljanszkij · Szovjetunió                                               | 1:58,78 CR | Frank Baltrusch · NDK                                                                            | 2:01,11  | Frank Hoffmeister · NSZK                                                                     | 2:02,42  |
|                           |                                                                              |            |                                                                                                  |          |                                                                                              |          |
| 100 m-es mellúszás        | Victor Davis · Kanada                                                        | 1:02,71 CR | Gianni Minervini · Olaszország                                                                   | 1:03,00  | Dimitrij Volkov · Szovjetunió                                                                | 1:03,30  |
| 200 m-es mellúszás        | Szabó József · Magyarország                                                  | 2:14,27 CR | Victor Davis · Kanada                                                                            | 2:14,93  | Steve Bentley · Egyesült Államok                                                             | 2:16,51  |
|                           |                                                                              |            |                                                                                                  |          |                                                                                              |          |
| 100 m-es pillangóúszás    | Pablo Morales · Egyesült Államok                                             | 53,54 CR   | Matt Biondi · Egyesült Államok                                                                   | 53,67    | Andy Jameson · Egyesült Királyság                                                            | 53,81    |
| 200 m-es pillangóúszás    | Michael Groß · NSZK                                                          | 1:56,53 CR | Anthony Mosse · Új-Zéland                                                                        | 1:58,36  | Benny Nielsen · Dánia                                                                        | 1:59,09  |
|                           |                                                                              |            |                                                                                                  |          |                                                                                              |          |
| 200 m-es vegyesúszás      | Darnyi Tamás · Magyarország                                                  | 2:01,57 CR | Alex Baumann · Kanada                                                                            | 2:02,34  | Vadim Jaroscsuk · Szovjetunió                                                                | 2:02,61  |
| 400 m-es vegyesúszás      | Darnyi Tamás · Magyarország                                                  | 4:18,98 CR | Vadim Jaroscsuk · Szovjetunió                                                                    | 4:22,03  | Alex Baumann · Kanada                                                                        | 4:22,58  |
|                           |                                                                              |            |                                                                                                  |          |                                                                                              |          |
| 4 × 100 m-es gyorsváltó   | Egyesült Államok · Tom Jager · Michael Heath · Paul Wallace · Matt Biondi    | 3:19,89    | Szovjetunió · Gennagyij Prigoda · Nyikolaj Jevszejev · Szergej Smirijagin · Alekszej Markovszkij | 3:21,14  | NDK · Dirk Richter · Jörg Woithe · Sven Lodziewski · Steffen Zesner                          | 3:21,47  |
| 4 × 200 m-es gyorsváltó   | NDK · Lars Hinneburg · Thomas Flemming · Dirk Richter · Sven Lodziewski      | 7:15,91 CR | NSZK · Rainer Henkel · Michael Groß · Alexander Schowtka · Thomas Fahrner                        | 7:15,96  | Egyesült Államok · Eric Boyer · Michael Heath · Daniel Jorgensen · Matt Biondi               | 7:18,29  |
| 4 × 100 m-es vegyes váltó | Egyesült Államok · Dan Yeatch · David Lundberg · Pablo Morales · Matt Biondi | 3:41,25    | NSZK · Frank Hoffmeister · Bert Göbel · Michael Groß · André Schadt                              | 3:42,26  | Szovjetunió · Igor Poljanszkij · Dimitrij Volkov · Alekszej Markovszkij · Nyikolaj Jevszejev | 3:42,63  |

#### Női
| Versenyszám               | Arany                                                                         | Arany      | Ezüst                                                                             | Ezüst   | Bronz                                                                                       | Bronz   |
| ------------------------- | ----------------------------------------------------------------------------- | ---------- | --------------------------------------------------------------------------------- | ------- | ------------------------------------------------------------------------------------------- | ------- |
| 50 m-es gyorsúszás        | Tamara Costache · Románia                                                     | 25,28 WR   | Kristin Otto · NDK                                                                | 25,50   | Marie-Therese Armentero · Svájc                                                             | 25,93   |
| 100 m-es gyorsúszás       | Kristin Otto · NDK                                                            | 55,05 CR   | Jenna Johnson · Egyesült Államok                                                  | 55,70   | Conny van Bentum · Hollandia                                                                | 55,79   |
| 200 m-es gyorsúszás       | Heike Friedrich · NDK                                                         | 1:58,26 CR | Manuela Stellmach · NDK                                                           | 1:58,90 | Mary T. Meagher · Egyesült Államok                                                          | 2:00,14 |
| 400 m-es gyorsúszás       | Heike Friedrich · NDK                                                         | 4:07,45    | Astrid Strauss · NDK                                                              | 4:09,16 | Sarah Hardcastle · Egyesült Királyság                                                       | 4:09,85 |
| 800 m-es gyorsúszás       | Astrid Strauss · NDK                                                          | 8:28,24    | Katja Hartmann · Egyesült Királyság                                               | 8:28,44 | Debbie Babashoff · Egyesült Államok                                                         | 8:34,04 |
|                           |                                                                               |            |                                                                                   |         |                                                                                             |         |
| 100 m-es hátúszás         | Betsy Mitchell · Egyesült Államok                                             | 1:01,74    | Kathrin Zimmermann · NDK                                                          | 1:02,17 | Natalia Shibajeva · Szovjetunió                                                             | 1:02,25 |
| 200 m-es hátúszás         | Cornelia Sirch · NDK                                                          | 2:11,37    | Betsy Mitchell · Egyesült Államok                                                 | 2:11,39 | Kathrin Zimmermann · NDK                                                                    | 2:11,45 |
|                           |                                                                               |            |                                                                                   |         |                                                                                             |         |
| 100 m-es mellúszás        | Betsy Mitchell · Egyesült Államok                                             | 1:01,74    | Kathrin Zimmermann · NDK                                                          | 1:02,17 | Natalia Shibajeva · Szovjetunió                                                             | 1:02,25 |
| 200 m-es mellúszás        | Silke Hörner · NDK                                                            | 2:27,40 WR | Tania Bogomilova · Bulgária                                                       | 2:27,66 | Allison Higson · Kanada                                                                     | 2:31,34 |
|                           |                                                                               |            |                                                                                   |         |                                                                                             |         |
| 100 m-es pillangóúszás    | Kornelia Gressler · NDK                                                       | 59,51      | Kristin Otto · NDK                                                                | 59,66   | Mary T. Meagher · Egyesült Államok                                                          | 59,98   |
| 200 m-es pillangóúszás    | Mary T. Meagher · Egyesült Államok                                            | 2:08,41 CR | Kornelia Gressler · NDK                                                           | 2:10,66 | Birte Weigang · NDK                                                                         | 2:10,68 |
|                           |                                                                               |            |                                                                                   |         |                                                                                             |         |
| 200 m-es vegyesúszás      | Kristin Otto · NDK                                                            | 2:15,56    | Jelena Dendeberova · Szovjetunió                                                  | 2:15,84 | Kathleen Nord · NDK                                                                         | 2:16,05 |
| 400 m-es vegyesúszás      | Kathleen Nord · NDK                                                           | 4:43,75    | Michelle Griglione · Egyesült Államok                                             | 4:44,07 | Noemi Lung · Románia                                                                        | 4:45,44 |
|                           |                                                                               |            |                                                                                   |         |                                                                                             |         |
| 4 × 100 m-es gyorsváltó   | NDK · Kristin Otto · Manuela Stellmach · Sabine Schulze · Heike Friedrich     | 3:40,57 WR | Egyesült Államok · Jenna Johnson · Dara Torres · Mary T. Meagher · Betsy Mitchell | 3:44,04 | Hollandia · Conny van Bentum · Laura Leideritz · Karin Brienesse · Annemarie Verstappen     | 3:46,89 |
| 4 × 200 m-es gyorsváltó   | NDK · Manuela Stellmach · Astrid Strauss · Nadja Bergknecht · Heike Friedrich | 7:59,33 WR | Egyesült Államok · Betsy Mitchell · Mary T. Meagher · Kim Brown · Mary Wayte      | 8:02,12 | Hollandia · Annemarie Verstappen · Jolanda van de Meer · Marianne Muis · Conny van Bentum   | 8:09,59 |
| 4 × 100 m-es vegyes váltó | NDK · Kathrin Zimmermann · Sylvia Gerasch · Kornelia Gressler · Kristin Otto  | 4:04,82 CR | Egyesült Államok · Betsy Mitchell · Jenny Hau · Mary T. Meagher · Jenna Johnson   | 4:07,75 | Hollandia · Jolanda de Rover · Petra van Staveren · Conny van Bentum · Annemarie Verstappen | 4:10,70 |

### Műugrás

#### Férfi
| Versenyszám         | Arany                            | Arany  | Ezüst               | Ezüst  | Bronz                            | Bronz  |
| ------------------- | -------------------------------- | ------ | ------------------- | ------ | -------------------------------- | ------ |
| 3 m-es műugrás      | Greg Louganis · Egyesült Államok | 750,06 | Tan Liangde · Kína  | 692,28 | Li Hongping · Kína               | 642,06 |
| 10 m-es toronyugrás | Greg Louganis · Egyesült Államok | 668,58 | Li Kongzheng · Kína | 624,33 | Bruce Kimball · Egyesült Államok | 599,91 |

#### Női
| Versenyszám         | Arany           | Arany  | Ezüst           | Ezüst  | Bronz                           | Bronz  |
| ------------------- | --------------- | ------ | --------------- | ------ | ------------------------------- | ------ |
| 3 m-es műugrás      | Kao Min · Kína  | 582,90 | Li Yihua · Kína | 549,42 | Marina Babkova · Szovjetunió    | 525,21 |
| 10 m-es toronyugrás | Chen Lin · Kína | 449,67 | Lu Wei · Kína   | 422,25 | Wendy Wyland · Egyesült Államok | 412,47 |

### Szinkronúszás
| Versenyszám | Arany                                     | Arany   | Ezüst                                                | Ezüst   | Bronz                              | Bronz   |
| ----------- | ----------------------------------------- | ------- | ---------------------------------------------------- | ------- | ---------------------------------- | ------- |
| Egyéni      | Carolyn Waldo · Kanada                    | 200,033 | Sarah Josephson · Egyesült Államok                   | 194,967 | Muriel Hermine · Franciaország     | 188,250 |
| Páros       | Kanada · Michelle Cameron · Carolyn Waldo | 196,267 | Egyesült Államok · Karen Josephson · Sarah Josephson | 193,401 | Japán · Itó Megumi · Kotani Mikako | 185,467 |
| Csapat      | Kanada                                    | 191,000 | Egyesült Államok                                     | 190,821 | Japán                              | 185,763 |

### Vízilabda
| Versenyszám | Arany       | Ezüst       | Bronz            |
| ----------- | ----------- | ----------- | ---------------- |
| Férfi       | Jugoszlávia | Olaszország | Szovjetunió      |
| Női         | Ausztrália  | Hollandia   | Egyesült Államok |